# БЦ-2 галеб-2
БЦ-2 Галеб 2 је једноседа ваздухопловна једрилица намењена тренажи пилота једриличара.

## Пројектовање и развој
Школско тренажну једрилицу БЦ-2 Галеб-2 је пројектовао инж. Борис Цијан а произведила се у фабрици ЛЕТОВ у Љубљани од 1948. године. Била је намењена самосталном летењу и налазила се у готово свим аеро клубовима широм земље. Такође је могла да изводи акробатско летење на опште задовољство пилота једриличара. Консрукција јој је била мешовита дрво и платно како се радило у то време.

### Технички опис
Једрилица БЦ-2 Галеб-2 је мешовите конструкције (дрво и платно) а изведена је као висококрилни моноплан. Труп јој је дрвена конструкција шестоугаоног попречног пресека обложена дрвеном лепенком. Кабина је била са заштитном хаубом од плексигласа. Једрилица је била опремљена најосновнијим инструментима за дневно летење. Као стајни трап овој једрилици је служио метални клизач причвршћен амортизерима од тврде гуме. На репу једрилице налазила се еластична дрљача.
Крило је било равно, имало је праву нападну ивицу. Облик крила је био комбинобан корен и средњи део крила је био правоугаоног облика а врх је имао трапезоидан облик са заобљеним крајем. Аеропрофил крила је био следећи: корен и средишница су били Б5 а врх Б1, виткост крила је била 14,05. Нападна ивица крила је била направљена у облику кутије обложене шпер плочом а остатак крила је био обложен импрегнираним платном. Крила су косим подупирачима била ослоњена на труп једрилице а била су опремљена аеродинамичким кочницама и са горње и доње површине крила. Конструкција хоризонталног и вертикалног стабилизатора као и кормила били су изведени као и крило.

## Карактеристике
Карактеристике наведене овде се односе на једрилицу БЦ-2 Галеб 2 а према изворима
| Финеса      | 1 : 21 при брзини 74,5 km/h |
| Перформансе | - максимална брзина 220 km/h - минимална брзина 49,3 km/h - макс. брзина аеро вуче 110 km/h - макс. брзина витла 90 km/h - минимално пропадање 0,82m/s при брзини 56,5 km/h |
| Димензије   | - размах крила 14,5m - дужина 6,4m - висина 2,0m - површина крила 15,00m² - аеропрофил крила корен Б5 врх Б1 - виткост 14,05 - макс. оптеречење крила; 17,7kg/m²            |
| Маса        | - сопствена 177 kg - носивост 90 kg - полетна 267 kg - водени баланс; нема                                                                                                  |

## Оперативно коришћење
Направљене једрилице су коришћене широм земље све до 60.-тих година 20. века када се дрвене једрилице полако замењују једрилицама направњених од стаклопластике и угљеничних влакана.

## Сачувани примерци
Нема података да ли је сачувна нека од ових једрилица.

## Земље које су користиле ову једрилицу
- Југославија